# Nomorhamphus
Nomorhamphus is een geslacht van straalvinnige vissen uit de familie van de halfsnavelbekken (Hemiramphidae).

## Soorten
- Nomorhamphus australis Brembach, 1991
- Nomorhamphus ebrardtii (Popta, 1912)
- Nomorhamphus megarrhamphus (Brembach, 1982)
- Nomorhamphus ravnaki Brembach, 1991
- Nomorhamphus bakeri (Fowler & Bean, 1922)
- Nomorhamphus brembachi Vogt, 1978
- Nomorhamphus celebensis Weber & de Beaufort, 1922
- Nomorhamphus hageni (Popta, 1912)
- Nomorhamphus kolonodalensis Meisner & Louie, 2000
- Nomorhamphus liemi Vogt, 1978
- Nomorhamphus manifesta Meisner, 2001
- Nomorhamphus pectoralis (Fowler, 1934)
- Nomorhamphus philippina (Ladiges, 1972)
- Nomorhamphus pinnimaculata Meisner, 2001
- Nomorhamphus rossi Meisner, 2001
- Nomorhamphus sanussii Brembach, 1991
- Nomorhamphus towoetii Ladiges, 1972
- Nomorhamphus vivipara (Peters, 1865)
- Nomorhamphus weberi (Boulenger, 1897)